# مارک ایندلیکاتو
مارک ایندلیکاتو (انگلیسی: Mark Indelicato؛ زادهٔ ۱۶ ژوئیهٔ ۱۹۹۴) هنرپیشه اهل ایالات متحده آمریکا است. او از سال ۲۰۰۰ میلادی تاکنون مشغول فعالیت بوده‌است.
از فیلم‌ها یا برنامه‌های تلویزیونی که ایندلیکاتو در آن نقش داشته‌، می‌توان به زندگی سوئیت زاک و کودی، بتی بی‌ریخته و پرنده سفید در یک کولاک اشاره کرد.